# Archive.today

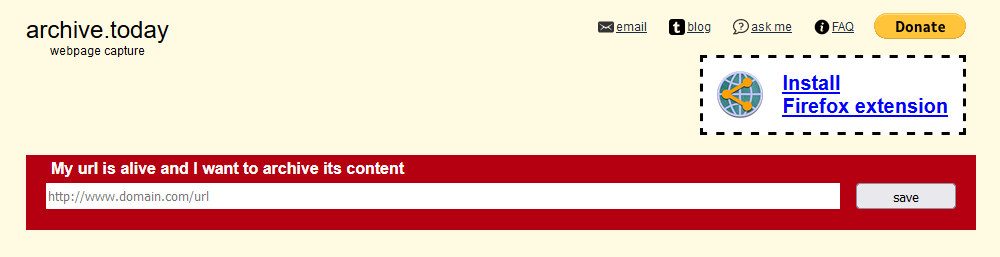
Screenshot von archive.today (2016)

archive.today ist ein Online-Dienst, der unter verschiedenen Top-Level-Domains komplette Webseiten mit Bildern, Stylesheets, Schriften und Werbeanzeigen auf Wunsch eines Nutzers des Dienstes bzw. automatisch archiviert, wenn sie z. B. in der Wikipedia verlinkt werden. Dabei wird eine URL bestehend aus einem Zeitstempel und der Original-URL angelegt. Zusätzlich wird eine Kurz-URL als Weiterleitung generiert, die ebenfalls als Hyperlink genutzt werden kann. Lesern wird ermöglicht, auf ein Memento einer Webseite zuzugreifen, das über die Zeit unverändert dargestellt wird.
Der Dienst betreibt weitere Domains in verschiedenen Ländern – bekannt sind archive.ph (Philippinen), archive.is (Island), archive.md (Moldau), archive.fo (Färöer), archive.li (Liechtenstein) und archive.vn (Vietnam) – und wechselt wiederkehrend das Host-Land der Domains, auf welches weitergeleitet wird. Aktuell (seit 2021 oder früher) wird auf archive.ph weitergeleitet.

## Geschichte
Nach Angaben der eigenen Website finanzierten ihre allerdings unbekannten Gründer archive.today ursprünglich ausschließlich selbst und bezifferten Kosten für die Server im Jahr 2016 mit rund 3500 bis 4000 US$ pro Monat. Seit November 2016 warb man um Spenden. Vor dem Spendenaufruf gab es mehrere DoS-Attacken und die Notwendigkeit, die Domain durch Cloudflare schützen zu lassen.
archive.today kann im Gegensatz zu WebCite dynamisch erzeugte Webseiten speichern, z. B. von Websites wie Twitter oder Wikimapia, speichert aber keine Video-, PDF- und Flash-Inhalte. Das Memento-Protokoll wird unterstützt.
Opt-out- oder Opt-in-Funktionen, z. B. mittels robots.txt oder HTML-meta-robots-Tag, werden nicht angeboten. Nach Aussagen der Betreiber können Inhalte gelöscht werden, die den Geschäftsbedingungen des Webhosters von archive.today widersprechen (beispielsweise Pornografie).
Die Kopien auf archive.today sind für Suchmaschinen nicht gesperrt und erscheinen somit in deren Index. Techniken wie der Robots Exclusion Standard und das Meta-Element noindex, die das Indexieren von Webseiten verhindern, werden auf diese Weise unterlaufen.

## Betreiber
Die Betreiber des Dienstes sind unbekannt. Die Internetpräsenz besitzt weder ein Impressum noch andere Angaben zu ihrer Identität. Die anonyme Aussage einer Antwort im eigenen Blog aus dem Jahr 2013 behauptete, die Betreiber seien ein kleines Team, bestehend aus einigen wenigen Personen.